# Fiona Yuen
Fiona Yuen (en chino tradicional, 袁彩雲; en chino simplificado, 袁彩云; pinyin, Yuán Cǎiyún) es una actriz de televisión nacida el 20 de enero de 1976 en Colonia, Alemania. 
Viajó a Hong Kong y formó parte en 1996 del concurso Miss Hong Kong, donde quedó en el segundo puesto y ganó el premio Miss Buena Voluntad Internacional.
Actualmente trabaja para la TVB, una estación de televisión local de Hong Kong, como actriz regular y presentadora de programas.

## Series de TV
- A Kindred Spirit
- Rural Hero
- The Legend Of Lady Yang
- A Matter of Customs
- Crimson Sabre
- Healing Hands II
- Gods of Honour
- At Point Blank
- Lofty Waters Verdant Bow
- The 'W' Files
- The Vigilante in the Mask
- Fight For Love|Fight for Love
- Love and Again
- Split Second
- Placebo Cure
- Always Ready
- Just Love
- Guts of Man
- Face to Fate
- ICAC Investigators 2007
- The Ultimate Crime Fighter